# Школа мистецтв Святого Мартіна
Школа мистецтв Святого Мартіна — художній коледж в Лондоні, Англія (Великобританія).

## Історія
Школа мистецтв Святого Мартіна була заснована в 1854 році Генрі Макензі, вікарієм церкви Святого Мартіна-ін-зе-Філдс. З 1859 року установа перестала підпорядковуватися Церкві. Спочатку  школа була заснована на верхньому поверсі Північної школи Святого Мартіна на Касл-стріт (нині Шелтон-стріт), на північ від Лонг-Акра. Заклад об'єднався з Лондонським інститутом у 1986 році,  тоді як у 1989 році він був об'єднаний з  Центральною школою мистецтва та дизайну щоб сформувати Центральний коледж мистецтва та дизайну імені Святого Мартіна.
Конкурс клубів малювання Гілберта-Гаррета було засновано в Сент-Мартінс у 1870 році, коли директором був Джон Паркер. Він був названий на честь сера Джона Гілберта, першого президента школи.
З 1952 по 1979 рік Френк Мартін очолював відділ скульптури Святого Мартіна. Він залучив до викладання таких молодих скульпторів, як Ентоні Каро, Роберт Клатворсі, Елізабет Фрінк і Едуардо Паолоцці, а також найняв викладачів і за сумісництвом нещодавніх випускників факультету, зокрема Девіда Еннеслі, Майкла Болуса, Філіпа Кінга, Тіма Скотта, Білла Такера та Ісаака Віткіна. Вплив Каро був особливо сильним, і група навколо нього стала відомою як нове покоління британських скульпторів. Скульптурний відділ став, за словами Тіма Скотта: «найвідомішим у світі мистецтва».
Перший публічний виступ Sex Pistols відбувся в школі 6 листопада 1975 року; вони були гуртом підтримки для групи під назвою Bazooka Joe.
У 1986 році Сент-Мартін став частиною Лондонського інституту, а в 1989 році об'єднався з Центральною школою мистецтва та дизайну, утворивши Центральний коледж мистецтва та дизайну Сент-Мартін.
Книгарня Foyles переїхала в колишню будівлю коледжу за адресою 107 Чарінг Кросс Роуд у 2014 році.